# Cethegus (zoologia)
Cethegus Thorell, 1881 è un genere di ragni appartenente alla famiglia Euagridae.

## Distribuzione
Le 12 specie note di questo genere sono diffuse prevalentemente in Australia: ben 8 sono endemismi del Queensland e 2 del Nuovo Galles del Sud; la specie dall'areale più vasto è la C. fugax rinvenuta in Australia occidentale e Australia meridionale.

## Tassonomia
Considerato un sinonimo anteriore di Palaevagrus Simon, 1908 da un lavoro dell'aracnologa Main del 1960. Non è invece sinonimo anteriore di Stenygrocercus Simon, 1892 secondo uno studio di Raven del 1981, contra il lavoro della Main del 1960.
Attualmente, a dicembre 2020, si compone di 12 specie:
- Cethegus barraba Raven, 1984 — Nuovo Galles del Sud
- Cethegus broomi (Hogg, 1901) — Nuovo Galles del Sud
- Cethegus colemani Raven, 1984 — Queensland
- Cethegus daemeli Raven, 1984 — Queensland
- Cethegus elegans Raven, 1984 — Queensland
- Cethegus fugax (Simon, 1908) — Australia occidentale, Australia meridionale
- Cethegus hanni Raven, 1984 — Queensland
- Cethegus ischnotheloides Raven, 1985 — Australia meridionale
- Cethegus lugubris Thorell, 1881[2] — Queensland
- Cethegus multispinosus Raven, 1984 — Queensland
- Cethegus pallipes Raven, 1984 — Queensland
- Cethegus robustus Raven, 1984 — Queensland